# 三共製作所
株式会社 三共製作所（さんきょうせいさくしょ）は、精密減速機／ローラドライブや間欠割出装置／インデキシングドライブなどを主要製品とし、カムテクノロジーを1つのツールとして要求されたモーション（動き）を提供するモーションコントロールも制作提供するメーカである。

## 主な製品
- 精密減速機/ローラドライブ®
- 間欠割出装置/インデキシングドライブ
- ピック＆プレース装置/オシレートハンドラ、パーツハンドラ
- 部品搬送装置（パーツフィーダ）/サンデックスフィーダ
- 過負荷保護装置/トルクリミッタ
- プレス材料送り装置/バリアックス
- 工作機械関連機器/ATC、APC、NC円テーブル